# 英國駐香港總領事館
英國駐香港總領事館（英語：British Consulate General Hong Kong；）為英國在香港的官方機構，亦是英國在全球最大的外交代表機構以及英國唯一行使大使館職能的總領事館，以及香港少數擁有獨立建築的駐港總領事館。總領事館為香港居民、澳門居民及英國公民提供領事服務，與毗鄰的英國文化協會為英國在香港的最大型機構。

## 歷史
過往的香港作為英國殖民地和屬地之一，英國政府無須在港設立外交機構，故只設有英國駐港高級商務專員公署（British Trade Commission）來處理雙方之間的經貿事宜，以及英國文化協會香港辦公室來統籌兩地學術和文化交流，而國籍、簽證及護照等事項則由警務處及後來成立的人民入境事務處負責。隨著《中英聯合聲明》的簽定，香港主權於1997年移交至中華人民共和國政府，致使英國政府需要另覓新址以興建總領事館。早在中英談判期間，英方已選定在當時的高雲樓改建成為未來的英國駐香港總領事館。由於香港主權移交後的香港特別行政區政府無權發出英國護照及簽證，改為簽發新的香港特別行政區護照，因而有必要在香港興建一座更為大型的總領事館以應付需求。由於香港在主權移交後仍有大約三百萬英籍人士定居香港，當中大部份人為英國國民（海外）並持有有關護照，因此英國駐香港總領事館在成立後曾有一段長時間同時擔當護照申請和續證中心的角色，直至2013年2月28日護照簽發事務改由英國護照署統一處理而不再處理有關事宜。
與英國駐中國其他城市的領事館不同, 香港的總領事館直隸英國外交部，具有大使館功能，不受北京的英國駐華大使館管轄。
總領事館大樓於1996年10月起啟用，由雅麗珊郡主（Princess Alexandra, The Honourable Lady Ogilvy）主持開幕儀式，當時名為英國駐港高級商務專員公署，直至1997年7月1日香港回歸中國後才被正名為總領事館。英國駐香港總領事館在1997年開館之初即為全球最大的英國駐外領事館。1999年，英國總領事館正式啟用新版官方網頁。

## 設計
興建英國駐香港總領事館及英國文化協會的建築項目耗資2.9億港元，邀請了六家建築師樓（大部份為本地公司）提交設計建議書，最後由設計倫敦軍情六處（MI6）總部大樓的英國建築師法雷爾爵士及其事務所——泰福畢建築設計諮詢提供的設計方案脫穎而出。大樓並沒有採用具英國殖民色彩的設計，而採用了具香港二戰後整齊得體、彼此對稱風格的設計。英國駐香港總領事館及英國文化協會兩幢大樓均為長方形設計，兩旁翼座向外作45度角伸展。除總領事館大樓在中央部份多了一個半圓形設計外，兩幢大樓的外型幾乎完全一樣。兩幢大樓並排於中軸線的兩旁，以一個地面保安大堂及停車場入口相連接。兩幢大樓之間隱約可見後面的小型花園。

## 部門
- 領事部
- 簽證申請中心
- 商務中心

## 事件

### 留學簽證審核延誤
2017年8月，多名於2017/18學年前往英國留學的香港學生留學簽證發生問題，延誤多達一個月仍未獲批，导致部分学生无法按时到校，更有甚者学籍被校方取消。9月5日，行政長官林鄭月娥親自會見英國駐港澳總領事，處理有關問題。港府亦於當天下午三時設立24小時熱線及電郵，供有需要的學生作出查詢。時至9月13日，留學簽證的情況已大致恢復正常。

### 職員鄭文傑被中國內地拘留事件
2019年8月8日，任職英國駐港總領事館貿易投資相關工作的香港人鄭文傑，晚上10時許從深圳乘坐高鐵回港期間與家人和女友失去聯絡，在西九龍站內地口岸區被捕。最後後留下的短訊是「Pray for me」。一名女子其後在8月9日到灣仔警署報案，列作「失蹤人士」案件，由西九龍總區失蹤人口調查組跟進。警方其後表示他在當日中午經羅湖口岸出境後便無入境紀錄。鄭氏失去聯絡超過10日後，事件才被《香港01》獨家報道。英國外交部表示極度關注員工被拘留事件，會盡力協助其家屬。香港入境處回覆媒體時表示已透過特區政府駐粵經濟貿易辦事處跟進事件，並按當事人家屬的意願提供適切的協助及意見但未有證實事件。到8月21日，中國外交部宣稱鄭文傑因違反《中華人民共和國治安管理處罰法》第六十六條規定，即賣淫嫖娼，被深圳警方行政拘留15日。發言人耿爽強調事主是中国籍香港居民，非英國公民，事件屬中國內部事務，非外交問題。不過家人表示未能夠得知他被關押何處及因何事而被關押。同時稱律師連續數天曾赴內地多間拘留所，但一直未有下聞，質疑當局有意阻礙律師見他同日傍晚，超過50名市民到領事館請願，促請英國政府盡快採取行動和釋放鄭文傑。集會發起者鍾健平批評英國政府沒有採取更進一步行動。事件亦反映市民對「一地兩檢」的疑慮。。
2019年11月29日，有市民發起于晚上7時半，到金鐘的英國駐港總領事館外集會聲援鄭文傑。不少人戴上鄭文傑的面具，並手持標語聲援鄭文傑。英國駐港副總領事其後到門外接收請願信，發起人宣布集會結束。

### 香港警察疑“跨境”執法

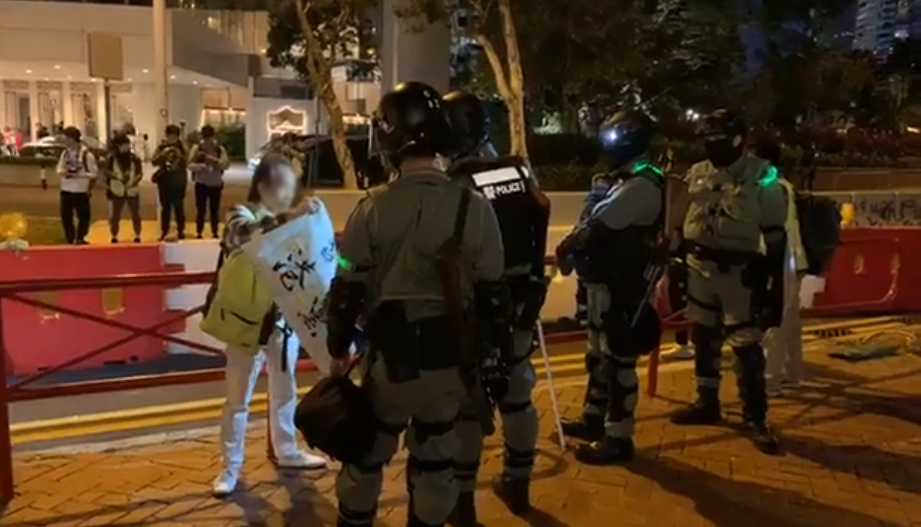
1月12日晚上，防暴警察在英國駐港總領事館截查市民物件

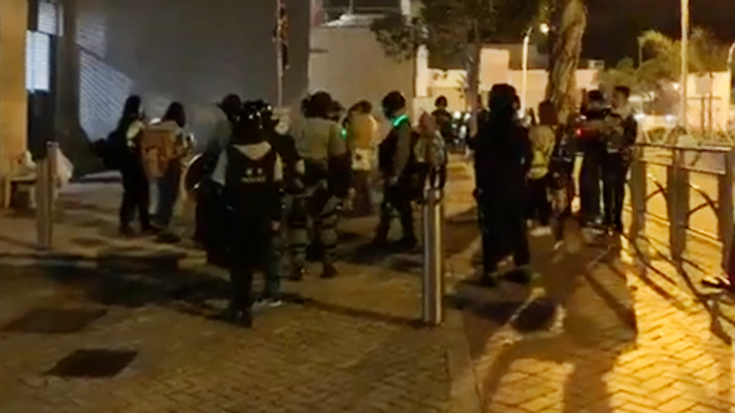
1月12日晚上，防暴警察在英國駐港總領事館外聚集，有部分警察更違法踏入地磚風格與一般行人路明顯有別的領事館範圍內

2020年1月11日，此时香港已经经历了6个月的反修例示威。当天，有網民發起「全城連儂日勇武感謝祭」的活動，呼籲市民在當日下午起修復各區連儂牆。活動當日有十多名示威者到領事館外展示海報及靜坐，有防暴警於館外截查多人。一名15歲女子在領事館範圍內被警方搜出油漆被捕。雖然香港警方曾經解釋少女被捕位置是「領事館的租借範圍」，而不是外事領土。但是英國保守黨人權委員會委員裴倫德向領事館方面表達關注，而且要求領事館方面澄清有關事件。他同時警告如果是領事館方面邀請警察進入其範圍拘捕和平示威者，將會是一件不可以接受的國際醜聞。此外，英國外交及聯邦事務部發言人亦表示已經注意到有關示威有警察出現的情況。
2020年1月12日晚上約6時，在「天下制裁集氣大會」集會結束後，有人呼籲前往英國駐港總領事館。部分人其後向皇后像廣場行人隧道離開，沿途高叫口號，防暴警察則在中環和英國駐港總領事館一帶戒備，並截查多人，亦有部分人被帶上警車。

### 市民悼念英女王疑奏《榮光》被捕
2022年9月19日，英女皇伊利沙伯二世逝世後舉行國葬，當日繼續有不少市民自發到英國駐港總領事館外悼念英女皇，但到晚上有大批警察到場干預市民悼念女皇，包括用水淋熄在領事館外行人路欄杆上的悼念燭光，又截查一名用口琴吹奏《願榮光歸香港》的市民及帶上警車；更有一群警員違法闖入領事館管轄的範圍，需要領事館職員驅離，期間有一名女督察上前聲稱警察正在執行新冠肺炎限聚令，領事館職員則表示警察不應擅自踏入領事館範圍，並且表示連日來有大量香港市民在此悼念女皇都沒有發生任何事故，對於有大批警察突然在領事館外聚集館方感到十分驚訝，警察才後退到領事館範圍外的行人路。事後警方公佈一名43歲男子涉嫌作出具煽動意圖的行為，違反《刑事罪行條例》第九條被捕。

## 鄰近建築物
- 亞洲協會香港中心
- 英國文化協會
- 太古廣場
- 港島香格里拉酒店
- 香港港麗酒店
- 香港JW萬豪酒店
- 香港高等法院
- 香港公園
- 茶具文物館
- 金鐘道政府合署

## 外部連結
- 英國駐港總領事館 （页面存档备份，存于）
- 英國駐港總領事館建築師，泰瑞‧法雷爾爵士